# Дементьєва Яна Михайлівна
Яна Михайлівна Дементьєва (ур. Рижкова; нар. 23 жовтня 1978, Харків) — українська веслувальниця (академічне веслування), загрібна, олімпійська чемпіонка, чемпіонка світу та Європи, заслужений майстер спорту України.

## Біографія
Народилася 23 жовтня 1978 року в Харкові.
Починала займатися легкою атлетикою, потім перейшла в секцію академічного веслування. Перший тренер — Сергій Дементьєв (колишній чоловік). Тренер — Володимир Морозов.
Навчалась в Харківській загальноосвітній школі І–ІІІ ступенів № 164.
Закінчила Харківський політехнічний інститут (спеціалізація — менеджмент підприємств) та Харківську академію фізичного виховання та спорту (спортивна психологія).

## Спортивна кар'єра
Яна почала займатися академічним веслуванням з 20 років. З 2001 року входила до складу збірної України.
Член олімпійської збірної України на Іграх XXVIII Олімпіади 2004 року в Афінах. У складі четвірки парної (Олена Морозова, Яна Дементьєва, Тетяна Колесникова й Олена Олефіренко) була третьою в фінальному заїзді, але рішенням комітету МОК, через вживання Оленою Олефіренко препаратів, що можуть бути основою для створення допінгу, результат українок скасовано, а бронзові нагороди передано австралійкам.
Член олімпійської збірної України на ХХІХ Олімпійських іграх 2008 року в Пекіні. У фінальному заїзді двійки серед жінок на 2 км в парі з Катериною Тарасенко стали сьомими (07:17.82).
Член олімпійської збірної України на Іграх XXX Олімпіади 2012 року в Лондоні. У складі четвірки парної (Анастасія Коженкова, Яна Дементьєва, Катерина Тарасенко й Наталія Довгодько) стала олімпійською чемпіонкою.
П'ять разів ставала чемпіонкою Європи: у 2008 в двійці з Катериною Тарасенко, 2009 в парній четвірці (Світлана Спірюхова, Тетяна Колеснікова, Анастасія Коженкова і Яна Дементьєва), 2010 в парній четвірці (Катерина Тарасенко, Олена Буряк, Анастасія Коженкова і Яна Дементьєва), 2011 в двійці з Анастасією Коженковою і 2012 (Катерина Тарасенко, Наталія Довгодько, Ольга Гурковська, Яна Дементьєва). Чемпіонка світу-2009 в парній четвірці (Світлана Спірюхова, Тетяна Колеснікова, Анастасія Коженкова і Яна Дементьєва), срібна призерка чемпіонату світу-2010 в парній четвірці (Катерина Тарасенко, Олена Буряк, Анастасія Коженкова і Яна Дементьєва).
Багаторазова чемпіонка України, призерка Кубків світу.
Після тривалої перерви 2018 року поновила виступи. На чемпіонаті світу 2018 була сімнадцятою в двійках парних. На чемпіонаті Європи 2019 стала бронзовою призеркою в четвірках парних (Євгенія Довгодько, Дарина Верхогляд, Анастасія Коженкова і Яна Дементьєва). Але на ліцензійний на Олімпійські ігри 2020 чемпіонат світу з академічного веслування 2019 не потрапила через травму.

### Виступи на Олімпіадах
| Олімпіада   | Дисципліна                                     | Стадія | Результат | Місце | Стадія           | Результат | Місце | Загальне місце |         |   |   |                     |
| Афіни 2004  | Веслування академічне — парні четвірки (жінки) | 1 коло | 6.21,24   | 4     | Додатковий раунд | ???       | ???   | Фінал          | 6.34,35 | 3 | 3 | анульовано (Допінг) |
| Пекін 2008  | Веслування академічне — парні четвірки (жінки) | 1 коло | 7.25,03   | 5     | Додатковий раунд | 7.06,77   | 4     | Фінал В        | 7.17,82 | 1 | 7 |                     |
| Лондон 2012 | Веслування академічне — парні четвірки (жінки) | 1 коло | 6.14,82   | 1     | -                | -         | -     | Фінал          | 6.35,93 | 1 | 1 |                     |

## Державні нагороди
- Орден «За заслуги» III ст. (15 серпня 2012) — за досягнення високих спортивних результатів на ХХХ літніх Олімпійських іграх у Лондоні, виявлені самовідданість та волю до перемоги, піднесення міжнародного авторитету України[4]